# علي إبراهيم (فنان عراقي)
علي محمد إبراهيم أو علي التاجر(21 فبراير 1954 -) فنان ومخرج ومدبلج عراقي من مواليد محافظة بابل. اشتهر باسم علي التاجر نسبه إلى والده وجده اللذان كان يعملان في تجارة الاقمشة في بداية الأربعينيات.

## حياته
تخرج من كلية الآداب في جامعة البصرة عام 1977، قدم أكثر من 50 عملا مسرحيا منذ عام 1971 كان كاتبا ومخرجا وممثلا في أغلب هذه الأعمال المسرحية، في الكويت قدم عمل مسرحي واحد ردوا السلام لفرقة مسرح الخليج وهو من تاليف مهدي الصائغ واخراج عبد العزيز المنصور عام 1986. قدم الفنان علي إبراهيم أعمال إذاعية درامية منوعة في إذاعة بابل وإذاعة الكويت، اختاره الفنان علي المفيدي ليكون ممثل معتمد في الإذاعة الكويتية عمل فيها لمدة سنتين كانت ابرز مشاركاته في نافذة على التاريخ كما تزخر حياته الفنية بأعمال درامية تلفزيونية في الكويت وبغداد وبابل احترف الدوبلاج بمساعدة المبدع الكبير د. فايق الحكيم مؤسس الدبلجة الخليجية ومثل مئات الشخصيات في العديد من المسلسلات الكرتونية المبدلجة وجميعها من إنتاج مؤسسة الإنتاج البرامجي المشترك كون ثنائي مبهر مع إيمان حسين في العديد من المسلسلات الكرتونية.

## الأعمال الفنية
- نافذة على التاريخ
- أطفالنا أكبادنا
- سلامتك
- حكايات عالمية
- مغامرات نحول
- مغامرات توم سوير (أنمي)
- أحلى الأيام
- فلونة
- الحوت الأبيض
- الليدي أوسكار
- الفرسان الثلاثة
- سفينة الأصدقاء
- سهم الفضاء 1 و 2
- بومبو
- مغامرات رنا
- قصص عالمية

### شخصيات كرتونية بارزة
- سامر من مسلسل رنا
- صقر من مسلسل الحوت الابيض
- فرفور والعقرب الكبير من مسلسل سفينة الاصدقاء رنين
- كركوب من مسلسل نوال
- الفزاعة في رحلة العجائب
- لويل من مسلسل جورجي
- سيف من مسلسل سيف الفضاء
- فاتك في مسلسل الفرسان الثلاثة
- لويس السادس عشر مسلسل الليدي اوسكار
- الدوق جيرمن في مسلسل الليدي اوسكار
- الشرير في بومبو
- بعض الاصوات في حكايات عالميه
- بعض الاصوات في مسلسل بشار
- عدة اصوات في مسلسل قصص للاطفال